# José Batlle y Ordóñez
Pour les articles homonymes, voir Batlle et Ordóñez.
Ne doit pas être confondu avec José Batlle y Ordóñez (ville).
José Batlle y Ordóñez (né le 21 mai 1856 à Montevideo - mort le 20 octobre 1929) est un homme d'État, président de la république d'Uruguay. Il a exercé cette fonction à deux reprises, la première fois de 1903 à 1907 (15e président) et la seconde fois de 1911 à 1915 (17e président). Ses réformes, teintées de socialisme et d'anti-impérialisme, sont alors les plus radicales adoptées en Amérique.

## Enfance et voyages
Il est le fils du général et 7e président constitutionnellement élu Lorenzo Batlle et d'Amalia Ordóñez, il étudie le droit pour devenir avocat. Il voyage ensuite en Europe et à Paris où il s'intéresse au positivisme tout en poursuivant ses études. De retour en Uruguay au début des années 1880, il se consacre au journalisme et à la politique. Il fonde en 1886 El Dia influencé par le parti Colorado auquel son père appartenait. Polémiste de talent, il parvient à gagner deux fois le siège de député, puis deux fois celui de sénateur.
Il s'affirme alors comme étant un homme libéral, membre de la franc-maçonnerie, anticlérical et féministe.
Il devient président par intérim alors qu'il est le président du Sénat du 15 février 1899 au 1er mars 1899 lorsque Juan Lindolfo Cuestas doit quitter le gouvernement provisoire qu'il avait mis en place.

## Présidence
Il parvient à la présidence de la République en 1903. Sa première victoire est le rétablissement définitif de la paix intérieure et de l'unité nationale par la victoire militaire sur le caudillo blanco Aparicio Saravia dans le nord du pays alors que celui-ci veut prendre le pouvoir, les vestiges de la grande guerre s'effondrent à ce moment. Batlle en profite pour renforcer un peu plus le pouvoir central de la capitale Montevideo sur le reste du pays, il termine donc ce qu'avait commencé Lorenzo Latorre trente ans plus tôt. La paix d'Aceguá, signée à 1904 met en place trois choses:
- La consolidation de l'unité de l'État, ce qui implique la fin de la politique de coparticipation dans les gouvernements départementaux.
- Le gouvernement constitué d'un parti exclusif
- La réforme électorale.

### Réformes institutionnelles et démocratisation
Sur le plan politique, la liberté d'expression et de la presse est affirmée, ainsi que celle du suffrage. Un système de représentation proportionnelle est adopté afin de permettre la représentation des minorités. En outre, le pouvoir présidentiel est soumis à contrôle.
Durant son premier mandat, il élabore d'une loi votée en 1908 sous la présidence de Claudio Williman portant sur le divorce où la justice peut prendre en compte uniquement la volonté de la femme. Il fait par ailleurs adopter la suppression de la peine de mort, lutte contre la corruption administrative et institue la laïcité et le droit de vote des femmes.
Conservant jusqu'à sa mort une grande influence au sein du Parti Colorado, il contribue à l'adoption d'une nouvelle constitution en 1917. Elle divise le pouvoir exécutif entre le président de la République et un Conseil national d'administration. De plus, l'Uruguay adhère à la Société des Nations en 1920.

### Politique économique
Sur le plan économique, il déclare qu'il « ne faut pas permettre à l'industrie de détruire l’être humain, mais qu'au contraire l’État doit la réglementer afin de rendre plus heureuse la vie des masses. » Il entreprend ainsi une politique économique à caractère dirigiste.
Un budget de 3 millions de pesos destiné à la construction et à l'amélioration des routes de campagne est constitué. Une loi est adoptée pour favoriser l'essor et la préférence de l'industrie nationale au sujet de la dépendance vis-à-vis de l'extérieur par rapport à l'importation de sucre en accordant plusieurs primes annuelles et en choisissant les semences. Il y eut enfin le développement de l'entreprise génératrice d'électricité (Usina de Luz Eléctrica) dans tout le pays. Sur le plan financier, le désir du pouvoir exécutif est d'obtenir une indépendance progressive du financement anglais. La dette extérieure est liquidée.
En ce qui concerne l'activité économique de l'État (l'étatisation et la nationalisation du marché), le principe idéologique est que les services publics essentiels doivent être entre les mains de l'État, puisque celui-ci est l'organisme représentatif de la société, c'est-à-dire de toutes les classes sociales, et est au-dessus de ses conflits ; l'État doit intervenir là où le capital privé est indécis ou craint de perdre de l'argent, parce qu'il n'est pas guidé par le souci de profit mais de service public ; l'État doit remplacer les entreprises étrangères qui emmènent les profits hors des frontières, affaiblissant ainsi le pays.
L'étatisation la plus importante est celle du secteur bancaire, la banque de la République Orientale d'Uruguay est réalisée de 1911 à 1913, celle de la Banque Hypothécaire de l'Uruguay le devient en 1912, et les assurances sont passées des mains privées à la propriété nationale avec la création en 1911 de la banque d'assurance de l'État. Les nationalisations concernent également les entreprises d'électricité, de chimie, de géologie, etc. Dans le secteur des transports, José Batlle établit un monopole d’État sur les chemins de fer et sur la gestion du port de Montevideo.

### Réformes sociales
Il encourage la syndicalisation des travailleurs et leur reconnait le droit de grève. Le travail de mineurs de 13 ans est interdit, les journées de travail pour ceux de moins de 19 ans sont plus courtes ; les femmes disposent de 40 jours de repos pour la période de grossesse, le repos obligatoire est d'un jour par semaine, le temps de travail est au maximum de 48 heures hebdomadaires et la journée de travail ne doit excéder 8 heures. 
Une loi de paiement d'indemnités pour les accidentés du travail est créée tout comme la pension de vieillesse (retraite) que peuvent demander toutes les personnes âgées d'au moins 65 ans et de tout âge en cas d'invalidité absolue, se trouvant dans l'indigence, cette pension dépendant du nombre d'années travaillées.
Toute cette législation, fort avancée pour l'époque, fait de l'Uruguay une démocratie sociale progressiste.

### Réforme du système d'éducation
Son gouvernement déclare l’institutionnalisation de l'enseignement primaire obligatoire et gratuit (plus de la moitié de la population est illettrée en 1900). Il continue le travail commencé par José Pedro Varela en luttant contre l'analphabétisme et en consolidant et développant l'enseignement public au détriment de l'enseignement religieux.
La Faculté de Commerce (Facultad de Comercio) est créée en 1903 et en mars 1907, c'est la Faculté Vétérinaire et d'Agronomie (Facultad de Veterinaria y Agronomía) qui ouvre ses portes. Il s'agit alors de techniciser le commerce et les terres cultivables en déviant les fils d'agriculteurs des traditionnelles carrières d'avocats et de médecins. Il y a aussi la création de dix lycées départementaux, pour former la future élite de la République.

## Héritage
Pour toutes ces réformes, que ce soit d'ordre politique avec l'unité nationale, économique avec la création d'un service public, social avec les réformes du code du travail, José Batlle y Ordoñez fut considéré (et l'est encore aujourd'hui) comme étant le modèle à suivre et sa philosophie est encore présente dans la mentalité de tous les Uruguayens, indépendamment de leurs partis politiques. Son influence est par conséquent encore aujourd'hui considérable. Pour cette raison, on nomme la période de sa présidence l'ère Batlle et cette appellation symbolise la prospérité du pays.